# Formule de Chowla-Selberg
En mathématiques, la formule de Chowla-Selberg exprime les périodes de certaines courbes elliptiques (à multiplication complexe) comme celles d'équation {\displaystyle y^{2}=x^{3}-x} ou {\displaystyle y^{2}=x^{3}-1} comme un produit de valeurs de la fonction gamma aux nombres rationnels. Le nom provient d'un papier commun de 1967 des mathématiciens Sarvadaman Chowla et Atle Selberg, mais le résultat était déjà plus ou moins contenu dans un travail du mathématicien tchèque Mathias Lerch.
La démonstration relève de la théorie des fonctions L ; plus précisément, la formule résulte de deux manières d'évaluer la somme
en utilisant la formule de Lerch pour évaluer des fonctions L de Dirichlet en s=0 et la loi de réciprocité quadratique de Gauss pour factoriser une fonction L comme produit de deux fonctions L de Dirichlet. Ici χ est le symbole de Jacobi modulo D, où -D est le discriminant de l'anneau des entiers d'un corps quadratique imaginaire. La somme est prise sur 0 < r < D, avec la convention usuelle χ(r) = 0 si r et D ont un facteur commun.
Cette formule relève de la théorie des périodes des variétés abéliennes de type CM ; elle a eu beaucoup généralisations. En particulier, elle a un analogue p-adique, la formule de Gross-Koblitz (en), qui met en jeu une fonction gamma p-adique (en).